# Dischi volanti (pasta)
I dischi volanti sono un formato di pasta corta e industriale di semola di grano duro.
All'estero, in particolare nel Regno Unito, sono noti come messicani, probabilmente a causa della forma simile a sombreri.

## Storia
Stando a quanto scritto in The Geometry of Pasta, i dischi volanti vennero inventati dopo il primo presunto avvistamento di un UFO da parte di Kenneth Arnold avvenuto nel 1947. Questo tipo di pasta è particolarmente apprezzato dai bambini.

## Descrizione
I dischi volanti hanno forma circolare e un incavo al centro. Hanno un diametro di 20 mm e uno spessore di 2 mm. I dischi volanti cuociono in circa 13/15 minuti. Viene spesso suggerito di cucinarli con brodi o sughi con carne e pomodoro.